# Geoszinkron pálya
A geoszinkron pálya a Föld forgásával megegyező irányban haladó, kis inklinációjú pálya, melynek keringési periódusa megegyezik a Föld forgási idejével, azaz 1 sziderikus nappal (ami 23 óra, 56 perc, 4 másodperc).
Egy geoszinkron pálya azt jelenti, hogy a műhold 1 sziderikus nap elteltével a Föld adott földrajzi pontja fölött ugyanott látszik az égbolton. Ettől a ponttól a műhold a közbeeső időben szabályos kitérésekkel északi és déli irányban eltér, és többnyire egy 8-as alakot ír le, melynek jellemzői a pálya inklinációjától és excentricitásától függenek.
Geoszinkron pályára többnyire kelet felé indítják a műholdat, mivel így nagyobb sebességre tesz szert.
A geoszinkron pálya speciális esete a geostacionárius pálya, ennek inklinációja nulla és amely pálya nem tér ki az Egyenlítőtől északra és délre, hanem pontosan az Egyenlítő fölött helyezkedik el.

## Funkciója
A kommunikációs műholdakat gyakran ilyen pályára állítják, mivel így a földi antennáknak nem kell mozgathatónak lenniük, és nem kell követniük a műhold mozgását az égbolton, hogy adatkapcsolatban tudjanak maradni vele. Ez egyszerűbb földi berendezést jelent és egyúttal alacsonyabb működtetési költségeket is.

## A geoszinkron pálya jellemzői
A Föld körüli, kör alakú geoszinkron pályák sugara 42 164 km a Föld középpontjától számítva, a magasságuk a földfelszíntől 35 790 km. Minden Föld körüli, akár kör alakú, akár elliptikus geoszinkron pályának a fél nagytengelye egyforma hosszú.
Az azonos keringési periódusú pályáknak ugyanaz a fél nagytengelye:
{\displaystyle a={\sqrt[{3}]{\mu \left({\frac {P}{2\pi }}\right)^{2}}}}
ahol a a fél-nagytengely, P a keringési periódus, és μ a geocentrikus gravitációs konstans, aminek értéke 398 600,4418 km³/s².
A geostacionárius pálya speciális esetében a műhold „döféspontja” a Földön egyetlen pont az Egyenlítőn. Általános esetben a geoszinkron pálya, nem-nulla inklinációval vagy excentricitással, nagyjából nyolcas alakú alakzatot ír le a Föld felszínén, aminek ugyanarra a pontjára tér vissza egy sziderikus nap elteltével..

## Története

Arthur C. Clarke író

Arthur C. Clarke író már 1945-ben javasolta, hogy kommunikációs célra geostacionárius pályára állított műholdakat kellene alkalmazni, mivel azok a Föld minden pontjáról láthatók. Emiatt angol nyelvterületen a geostacionárius pálya „Clark-pálya” néven is ismert.
Az első kommunikációs célú műhold, amit geoszinkron pályára állítottak, a Syncom-2 volt, amit 1963-ban bocsátottak fel. Ez még az Egyenlítővel hajlásszöget bezáró pálya volt, így a földi antennákat mozgatni kellett a követéséhez. Az első geostacionárius pályán lévő műhold a Syncom-3 lett.
A geostacionárius pályán lévő műholdakat elsősorban televízióadások és telefonhívások továbbítására használják, de ezt a szerepet fokozatosan átveszi a tenger alatti optikai kábelek használata.